# Babo Jan
Mirmon Halima, känd under sitt smeknamn Babo Jan eller Bobo Jan, var en afghansk kunglighet. Hon var gift med Abd-ar-rahman, regent 1880-1901. 
Hon var dotter till Bibi Shams-e-Jahan och dotterdotter till Amir Dost Mohammed Khan, Abd-ar-rahmans vän och förtrogne rådgivare. 
Hon blev en av Abd-ar-rahmans favorithustrur, ska ha utövat stort inflytande över sin make. Hon hade ett intresse för politiska frågor, agerade rådgivare åt sin make och representerade honom vid flera tillfällen som medlare i interna konflikter mellan olika klaner. Han sände henne en gång på en diplomatisk resa till Mazar-e-Sharif för att medla mellan honom och en upprorisk kusin. Det sades att medan hela världen fruktade Abd-ar-rahman, fruktande han ingen annan än sin intagande och intelligenta hustru. Abd-ar-rahman införde en del lättnader i kvinnans ställning under sin regeringstid, som rätten att vägra barnäktenskap och tvångsomgifte med en svåger som änka.
Hon beskrivs som vis och patriotisk, och var verksam som poet. Hon ska ha klätt sig i västerländska kläder (ingen drottning före Soraya Tarzi visade sig dock så utanför palatsområdet). Enligt Nancy Hatch Dupree färdades hon till häst (ingen självklarhet för kvinnor som inte tillhörde nomadstammarna) och lät träna sina slavinnor i självförsvar och militära kunskaper. 